# Чаплинский сельский совет (Курчатовский район)
Ча́плинский сельсовет — муниципальное образование со статусом сельского поселения в Курчатовском районе Курской области Российской Федерации.
Административный центр — село Чапли.

## История
Статус и границы сельсовета установлены Законом Курской области от 21 октября 2004 года № 48-ЗКО «О муниципальных образованиях Курской области».

## Население
| 2002  | 2010  | 2012  | 2013 | 2014  | 2015  | 2016  |
| ----- | ----- | ----- | ---- | ----- | ----- | ----- |
| 1204  | ↘932  | ↗937  | ↗981 | ↗1011 | ↗1048 | ↗1088 |
| 2017  | 2018  | 2019  | 2020 | 2021  |       |       |
| ↗1127 | ↗1137 | ↘1056 | ↘995 | ↗1090 |       |       |

## Состав сельского поселения
| № | Населённый пункт | Тип населённого пункта       | Население |
| - | ---------------- | ---------------------------- | --------- |
| 1 | Благодатное      | деревня                      | ↘128      |
| 2 | Быки             | село                         | ↘274      |
| 3 | Чапли            | село, административный центр | ↘530      |